# HD203922
HD203922 — хімічно пекулярна зоря спектрального класу A2, що має видиму зоряну величину в смузі V приблизно  8,1.
Вона  розташована на відстані близько 1045,4 світлових років від Сонця.

## Пекулярний хімічний склад
Зоряна атмосфера HD203922 має підвищений вміст 
Cr
.